# Electrophaes rhacophora
Electrophaes rhacophora är en fjärilsart som beskrevs av Louis Beethoven Prout 1938. Electrophaes rhacophora ingår i släktet Electrophaes och familjen mätare. Inga underarter finns listade i Catalogue of Life.